# Vanwall (Formel 1)
 For alternative betydninger, se Vanwall. (Se også artikler, som begynder med Vanwall)
Vanwall var et formel 1-hold, der blev grundlagt af Tony Vanderwell i 1954 og kørte sit sidste løb i 1961. I 1958 vandt mærket verdensmesterskabet for konstruktører.
| Sport | Spire Denne artikel om sport er en spire som bør udbygges. Du er velkommen til at hjælpe Wikipedia ved at udvide den. |